# Atmel
Atmel var ett amerikanskt företag som grundades 1984. Företaget hade bland annat produkter av typen enchippdator såsom AVR-serien.
Atmel köptes av Microchip Technology år 2016.